# 回廊地帯

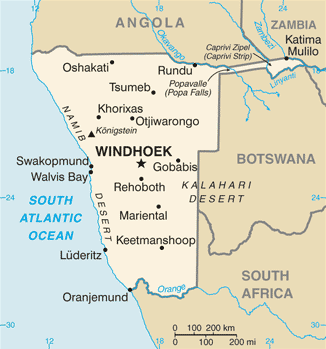
ナミビアのカプリビ回廊（右上）

回廊地帯（かいろうちたい、corridor）は、歴史学、地理学、地政学の用語で、領土から伸びる、廊下のような細長い領土である。単に回廊（かいろう）ともいう。
- それがなければ内陸国となる国から、海へと抜ける。
- 本土から、それがなければ飛び地となる領土と結ぶ。
- 他国の領土と結ぶ。

などの目的がある。
また、必ずしも領土に関する回廊とは限らず、2つの都市などを結ぶ重要な交通路が谷間に限定されている場合や、2つの自然保護区の間に細長く自然が維持されている場合（緑の回廊）などにも、回廊地帯という。
似た意味で使われる用語にSalient（アメリカ英語では「Panhandle」 = フライパンの柄とも）があり、国家の領土に関わる地帯以外にも、国内の行政区画に関わる地帯にも使われる（例: テキサス・パンハンドル、オクラホマ・パンハンドル、アラスカパンハンドル）。

## 回廊の例

### 現存する回廊
- ワハーン回廊 (Wakhan Corridor)

 アフガニスタン。中国に抜ける。
- カプリビ回廊 (Caprivi Strip)

 ナミビア。ザンベジ川と結ぶ。
- シリグリ回廊 (Siliguri Corridor)

 インド。アッサム州方面と結ぶ。
インド・パキスタン分離独立により回廊地帯となった。
- スヴァウキ・ギャップ（Suwalki gap, Suwalki Corridor）

EU。ポーランド、リトアニア国境。
ロシア、ベラルーシに挟まれた軍事的に重要となる回廊。
- プエルト・ブッシュ(Puerto_Busch)

ボリビア多民族国。チャコ戦争でパラグアイから獲得したパラグアイ川への回廊。
- ゴラジュデ回廊（Goražde Corridor）

 ボスニア・ヘルツェゴビナ。
ゴラジュデは1992年に始まったボスニア・ヘルツェゴビナ紛争の際、スルプスカ共和国に包囲されたボスニア・ヘルツェゴビナ政府支配下の飛び地となっていたが、1995年のデイトン合意において行政区画を定める際、他のボスニア・ヘルツェゴビナ連邦領土とつながる回廊地帯が設定された。

### 過去の回廊
- 河西回廊 (Hexi Corridor)

漢の本土と、東トルキスタンをつなぐ回廊。敦煌は、この中にあった。
- ポーランド回廊 (Polish Corridor)

 ポーランド、1919 - 1939年。
第一次世界大戦後に成立したポーランド第二共和国は事実上の内陸国になったが、ヴェルサイユ条約により海への出口として与えられた。これにより東プロイセンが飛地となったドイツからの怨嗟を呼び、ひいては第二次世界大戦の引き金の一つとなる。
- チェコ回廊 (Czech Corridor)

 チェコスロバキア、実現せず。
第一次世界大戦の結果解体された旧オーストリア＝ハンガリー帝国の中のスラブ系民族国家を一つの陸続きにするために、現在のオーストリアとハンガリーの国境線に沿ってユーゴスラビアに抜ける回廊地帯を作りこれをチェコスロバキア領とする構想がパリ講和会議で討議された。
- ブルチコ回廊 (Brčko corridor)

 ボスニア・ヘルツェゴビナ、1992 - 2000年。
ボスニア・ヘルツェゴビナ紛争中、スルプスカ共和国の東西を結ぶ回廊としてブルチコ付近に存在した回廊地帯。その戦略上の重要性から、和平合意であるデイトン合意では唯一境界線が確定せず、その後の国際仲裁によって新たに形成されたブルチコ行政区に割り当てられた。
- ラチン回廊 (Lachin Corridor)

 アルツァフ共和国、1992 - 2023年。
アルメニアとアゼルバイジャンに囲まれたナゴルノ・カラバフを結ぶ回廊地帯。ナゴルノ・カラバフ戦争中の1992年5月に成立した。2020年ナゴルノ・カラバフ紛争の停戦協定でロシア平和維持部隊の管理下に移された。2022年にロシアからアゼルバイジャンに引き渡された。その後、2023年ナゴルノ・カラバフ衝突でナゴルノ・カラバフ全域がアゼルバイジャン支配下に入り、回廊地帯ではなくなった。